# Listă de filme britanice din 2010
Aceasta este o listă de filme britanice din 2010:

## Lista
| Titlu                                                    | Regizor                          | Actori | Gen                       | Premiera         | Note |  |
| -------------------------------------------------------- | -------------------------------- | --- | ------------------------- | ---------------- | --- |  |
| 4.3.2.1                                                  | Noel Clarke & Mark Davis         | Emma Roberts, Tamsin Egerton, Ophelia Lovibond | Drama                     | 2 iunie          | |  |
| Africa United                                            | Deborah Gardner-Paterson         | Emmanuel Jal, Eriya Ndayambaje, Roger Nsengiyumva, Sanyu Joanita Kintu, Sherrie Silver, Yves Dusenge                                                                                     | Drama                     | 22 octombrie     | |  |
| Another Year                                             | Mike Leigh                       | Jim Broadbent, Lesley Manville, Ruth Sheen | Drama                     | 5 noiembrie      | Shown In Competition at the Cannes Film Festival. |  |
| Basement                                                 | Asham Kamboj                     | Danny Dyer, Jimi Mistry, Emily Beecham | Horror                    | 17 august        | |  |
| Brighton Rock                                            | Rowan Joffe                      | Sam Riley, Andrea Riseborough | Drama                     | 13 septembrie    | Remake of the 1947 film Brighton Rock |  |
| Burke and Hare                                           | John Landis                      | Simon Pegg, Andy Serkis | Comedie                   | 29 octombrie     | |  |
| Cameraman: The Life and Work of Jack Cardiff             | Craig McCall                     | Jack Cardiff, Martin Scorsese | Documentary               | 5 May            | Shown at the Cannes Film Festival. |  |
| Cemetery Junction                                        | Ricky Gervais & Stephen Merchant | Christian Cooke, Felicity Jones, Tom Hughes | Comedy                    | 14 April         | |  |
| Centurion                                                | Neil Marshall                    | Michael Fassbender, Dominic West, Olga Kurylenko, Riz Ahmed, Noel Clarke, Imogen Poots                                                                                                   | Drama                     | 23 April         | |  |
| Crying with Laughter                                     | Justin Molotnikov                | Stephen McCole, Malcolm Shields, Andrew Neil | Drama                     | 16 April         | |  |
| Chatroom                                                 | Hideo Nakata                     | Aaron Johnson, Hannah Murray, Matthew Beard | Thriller                  | 14 May           | |  |
| Chico and Rita                                           | Fernando Trueba, Javier Mariscal | | Animation-Drama           | 19 November      | is a British/Spanish coproduction |  |
| The Chronicles of Narnia: The Voyage of the Dawn Treader | Michael Apted                    | Georgie Henley, Skandar Keynes, Ben Barnes, Liam Neeson, Will Poulter, Simon Pegg | Family, Fantasy           | 9 December       | 20th Century Fox Based on The Voyage of the Dawn Treader by C. S. Lewis Preceded by The Chronicles of Narnia: Prince Caspian |  |
| Clash of the Titans                                      | Louis Leterrier                  | Sam Worthington, Gemma Arterton, Mads Mikkelsen, Alexa Davalos, Jason Flemyng, Nicholas Hoult, Danny Huston, Izabella Miko, Pete Postlethwaite, Polly Walker, Ralph Fiennes, Liam Neeson | Action-adventure, Fantasy | 26 July          | Warner Bros. Pictures, Legendary Pictures Based on the 1981 film of the same name |  |
| Coriolanus                                               | Ralph Fiennes                    | Ralph Fiennes, Gerard Butler, Vanessa Redgrave | Drama                     | 14 February 2011 | |  |
| The Devil's Playground                                   | Mark McQueen                     | Danny Dyer, Craig Fairbrass, Jaime Murray | Horror                    | 11 October       | |  |
| The Disappearance of Alice Creed                         | J Blakeson                       | Gemma Arterton, Martin Compston, Eddie Marsan | Drama                     | 30 April         | |  |
| Edge of Darkness                                         | Martin Campbell                  | Mel Gibson, Ray Winstone, Danny Huston, Bojana Novakovic, Shawn Roberts, Gbenga Akinnagbe                                                                                                | Action drama              | 29 Jan           | Based on the television series of the same name by Troy Kennedy Martin |  |
| Erasing David                                            | David Bond                       | | Documentary               |                  | |  |
| Exit Through the Gift Shop                               | Banksy                           | | Documentary               |                  | |  |
| Fathers of Girls                                         | Ethem Cetintas, Karl Howman      | Ray Winstone, Lois Winstone | Drama                     | 19 November      | |  |
| Flutter                                                  | Giles Borg                       | Joe Anderson, Laura Fraser, Luke Evans | Dark Comedy               | TBA              | |  |
| Four Lions                                               | Chris Morris                     | Riz Ahmed, Nigel Lindsay, Kayvan Novak | Comedy, Satire            | 7 May            | |  |
| The Ghost Writer                                         | Roman Polanski                   | Ewan McGregor, Pierce Brosnan, Kim Cattrall, Olivia Williams, Tom Wilkinson, Timothy Hutton, Jon Bernthal, David Rintoul, Robert Pugh, Eli Wallach                                       | Political thriller        | 16 April         | A French/German/British co-production shot in Germany |  |
| Harry Potter and the Deathly Hallows: Part I             | David Yates                      | Daniel Radcliffe, Rupert Grint, Emma Watson | Fantasy                   | 19 November      | |  |
| Heartless                                                | Philip Ridley                    | Jim Sturgess, Noel Clarke, Clemence Poesy | Fantasy                   |                  | |  |
| The Infidel                                              | Josh Appignanesi                 | Omid Djalili, Richard Schiff | Comedy                    | 9 April          | |  |
| It's a Wonderful Afterlife                               | Gurinder Chadha                  | Shabana Azmi, Goldy Notay, Sendhil Ramamurthy | Comedy                    | 21 April         | |  |
| Jackboots on Whitehall                                   | Edward McHenry, Rory McHenry     | Ewan McGregor, Rosamund Pike, Alan Cumming, Timothy Spall, Tom Wilkinson | Satire                    | 8 October        | |  |
| Kick-Ass                                                 | Matthew Vaughn                   | Aaron Johnson, Mark Strong, Chloë Grace Moretz | Action                    | March            | |  |
| The King's Speech                                        | Tom Hooper                       | Colin Firth, Geoffrey Rush, Helena Bonham Carter, Jennifer Ehle | Historical Drama          | 26 November      | Won 4 Academy Awards including Best Picture, Best Original Screenplay, Best Actor and Best Director at the 83rd Academy Awards beating off notable opposition especially in the director category. Also Won 7 BAFTA Awards including Best Film and Best Actor and a Golden Globe Award for Firth's highly praised performance. |  |
| The Last Word                                            | David Mackenzie                  | Eva Green, Ewan McGregor |                           | TBA              | |  |
| The Last Seven                                           | Imran Naqvi                      | Danny Dyer, Tamer Hassan | Horror thriller           | TBA              | |  |
| London Boulevard                                         | William Monahan                  | Colin Farrell, Keira Knightley | Crime                     | 26 November      | |  |
| Made in Dagenham                                         | Nigel Cole                       | Sally Hawkins, Bob Hoskins, Miranda Richardson | Drama                     | 1 October        | |  |
| Monsters                                                 | Gareth Edwards                   | Whitney Able, Scoot McNairy | Science fiction, Drama    | 3 December       | Received 70% "fresh", or 6.6/10 rating, on review aggregate Rotten Tomatoes |  |
| Nanny McPhee and the Big Bang                            | Susanna White                    | Emma Thompson, Maggie Gyllenhaal, Asa Butterfield | Fantasy                   | 26 March         | |  |
| Never Let Me Go (2010 film)                              | Mark Romanek                     | Keira Knightley, Carey Mulligan | Drama                     | January 2011     | Opening night film at the London Film Festival. |  |
| Mr. Nice                                                 | Bernard Rose                     | Chloë Sevigny, Crispin Glover, Rhys Ifans, David Thewlis | Comedy-drama              | 8 October        | |  |
| Oranges and Sunshine                                     | Jim Loach                        | Emily Watson, Hugo Weaving | Drama                     | 8 October        | |  |
| Outcast                                                  | Colm McCarthy                    | James Nesbitt, Kate Dickie, James Cosmo | Supernatural Thiller      | 12 March         | |  |
| Pimp                                                     | Robert Cavanah                   | Robert Cavanah, Billy Boyd, Martin Compston, Scarlett Alice Johnson, Barbara Nedeljakova, Robert Fucilla, Danny Dyer                                                                     | Thriller                  | 12 May           | |  |
| Reuniting the Rubins                                     | Yoav Factor                      | Rhona Mitra, Timothy Spall | Comedy/Drama              | 1 July           | |  |
| Robin Hood                                               | Ridley Scott                     | Russell Crowe, Cate Blanchett, Mark Strong | Drama                     | May              | |  |
| Route Irish                                              | Ken Loach                        | Mark Womack, Andrea Lowe | Drama                     | TBA              | Premiered In Competition at the Cannes Film Festival |  |
| Salvage                                                  | Lawrence Gough                   | Neve McIntosh, Shaun Dooley | Comedy                    | TBA              | |  |
| Scott Pilgrim vs. the World                              | Edgar Wright                     | Michael Cera, Mary Elizabeth Winstead, Ellen Wong,Kieran Culkin | Romantic comedy           | August 25        | Based on the comic books |  |
| Shame                                                    | Steve McQueen                    | Michael Fassbender | Drama                     | December 2       | |  |
| Sex & Drugs & Rock & Roll                                | Mat Whitecross                   | Andy Serkis, Naomie Harris, Ray Winstone | Biopic                    | 8 January        | |  |
| Shank                                                    | Mo Ali                           | Adam Deacon, Ashley Thomas, Michael Socha | Thriller                  | 26 March         | |  |
| The Special Relationship                                 | Richard Loncraine                | Michael Sheen, Dennis Quaid, Hope Davis | Drama                     | September        | Shown on HBO in the USA and the BBC in the UK. |  |
| Submarine                                                | Richard Ayoade                   | Sally Hawkins, Paddy Considine | Comedy                    | TBA              | |  |
| Sus                                                      | Robert Heath                     | Ralph Brown, Clint Dyer | Drama                     | 7 May            | |  |
| Tamara Drewe                                             | Stephen Frears                   | Gemma Arterton, Dominic Cooper, Roger Allam | Comedy                    | September        | Shown at the Cannes Film Festival. |  |
| Third Star                                               | Hattie Dalton                    | Hugh Bonneville, Benedict Cumberbatch | Comedy/Drama              |                  | |  |
| Tracker                                                  | Ian Sharp                        | Ray Winstone, Temuera Morrison | Action                    |                  | |  |
| The Vampires of Bloody Island                            | Allin Kempthorne                 | Pamela Kempthorne, Oliver Gray | Comedy-Horror             | 10 February      | |  |
| Who Killed Nancy?                                        | Alan G. Parker                   | Glen Matlock, Don Letts | Documentary               | 30 July          | |  |
| West Is West                                             | Andy DeEmmony                    | Aqib Khan, Om Puri, Linda Bassett, Robert Pugh | Comedy drama              | February 2011    | |  |
| Wide Blue Yonder                                         | Robert Young                     | Brian Cox, Lauren Bacall | Comedy/Drama              |                  | Co-production with Norway |  |